# Thomas W. Harrison

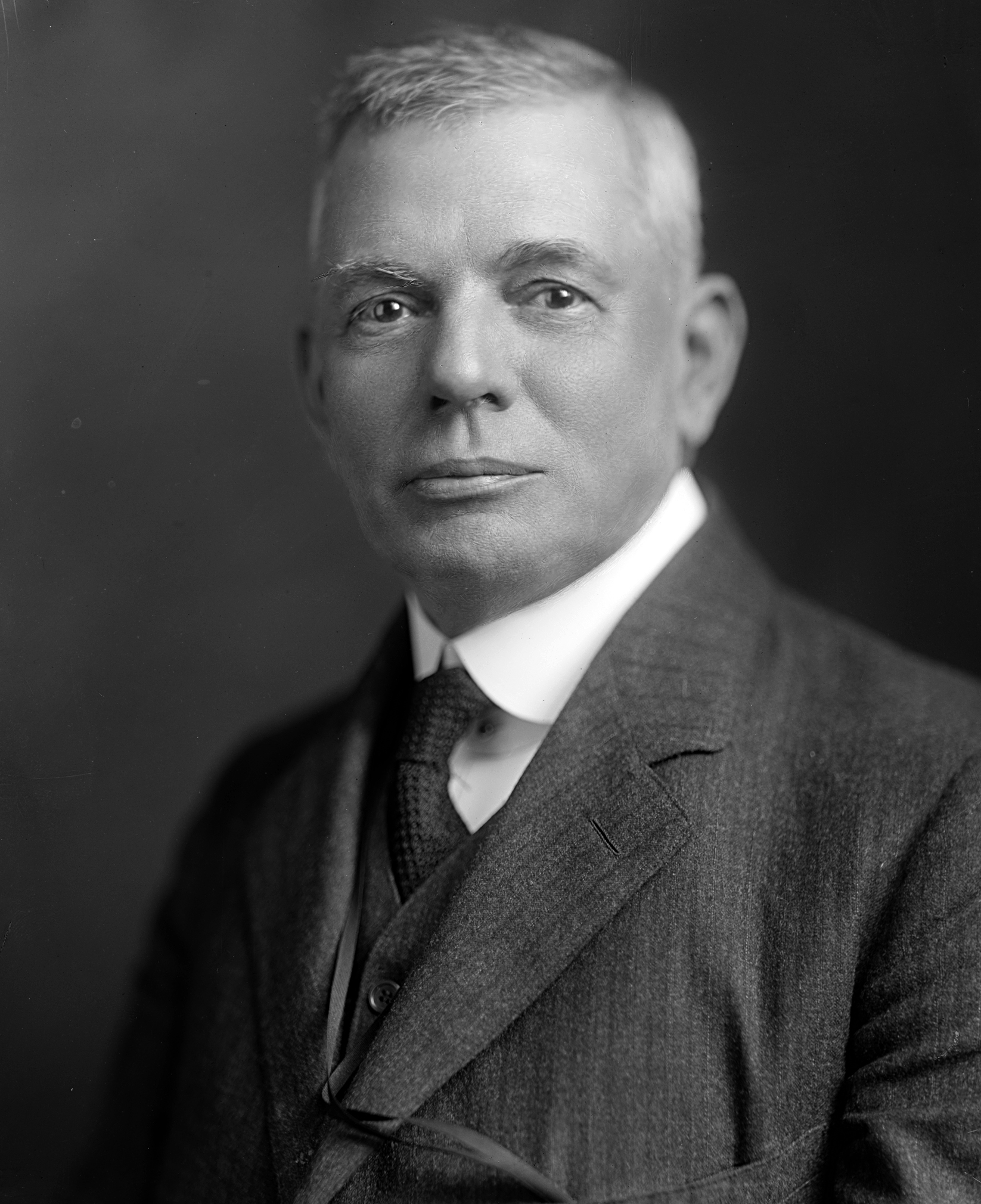
Thomas W. Harrison

Thomas Walter Harrison (* 5. August 1856 in Leesburg, Virginia; † 9. Mai 1935 in Winchester, Virginia) war ein US-amerikanischer Politiker. Zwischen 1916 und 1929 vertrat er zweimal den Bundesstaat Virginia im US-Repräsentantenhaus.

## Werdegang
Thomas Harrison besuchte die öffentlichen Schulen seiner Heimat. Nach einem anschließenden Jurastudium an der University of Virginia in Charlottesville und seiner 1879 erfolgten Zulassung als Rechtsanwalt begann er, in Winchester in diesem Beruf zu arbeiten. Gleichzeitig schlug er als Mitglied der Demokratischen Partei eine politische Laufbahn ein. Zwischen 1887 und 1894 saß er im Senat von Virginia. In den Jahren 1901 und 1902 war er Delegierter auf einer Versammlung zur Überarbeitung der Staatsverfassung. Von 1895 bis 1916 war er Richter im 17. Gerichtsbezirk Virginias. Zwischenzeitlich gab er die Zeitung Winchester Times heraus.
Nach dem Rücktritt des Abgeordneten James Hay wurde Harrison bei der fälligen Nachwahl für den siebten Sitz von Virginia als dessen Nachfolger in das US-Repräsentantenhaus in Washington, D.C. gewählt, wo er am 7. November 1916 sein neues Mandat antrat. Nach drei Wiederwahlen konnte er bis zum 15. Dezember 1922 im Kongress verbleiben. An diesem Tag musste er sein Mandat an John Paul Jr. abtreten, der das Wahlergebnis von 1920 erfolgreich angefochten hatte. In Harrisons Zeit im Kongress fielen unter anderem der Erste Weltkrieg sowie die Ratifizierung des 18. und des 19. Verfassungszusatzes.
Im Jahr 1922 wurde Thomas Harrison erneut in den Kongress gewählt, wo er am 4. März 1923 John Paul wieder ablöste. Nach zwei Wiederwahlen konnte er bis zum 3. März zwei weitere Legislaturperioden im Kongress verbringen. Im Jahr 1928 wurde er nicht bestätigt. Nach dem Ende seiner Zeit im US-Repräsentantenhaus praktizierte Harrison wieder als Anwalt. Er starb am 9. Mai 1935 in Winchester.